# 斯維夫特峰
66°19′S 63°8′W / 66.317°S 63.133°W

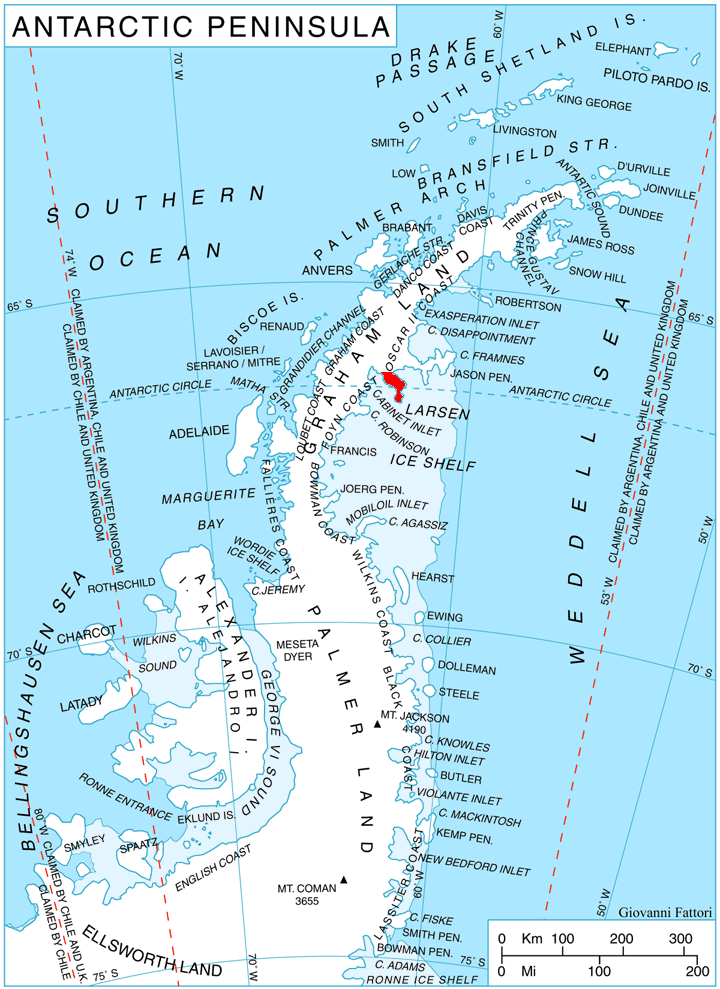

斯維夫特峰是南極洲的山峰，位於葛拉漢地東岸，處於邱吉爾半島北端，海拔高度約1,000米，由英國研究隊繪入地圖，現時由南極條約體系管理。